# شیگرو ۶۷۰۷
سیارک ۶۷۰۷ (به انگلیسی: 6707 Shigeru، نامگذاری:1988VZ3) شش هزار و هفتصد و هفتمین سیارک کشف شده‌است که در ۱۳ نوامبر ۱۹۸۸ کشف شد.
قدر مطلق سیارک برابر ۱۴٫۰۰ است.